# مونتسرات
مونتسرات (به انگلیسی: Montserrat) مونتسرات جزیره‌ای است واقع در دریای کارائیب، جنوب آنتیگوا و باربودا، شمال دومینیکا و غرب جزیرهٔ گوادلوپ. کریستف کلمب در ۱۴۹۳، آن را سانتا ماریا د مونتسرات Santa Maria de) Montserrate)  نام نهاد.

## تاریخ
مونتسرات برای اولین بار در قرن پانزدهم توسط کریستف کلمب، دریانورد اسپانیایی کشف شد. نام این جزیره مؤید مذهبی بودن کریستف کلمب است، که کاتولیک بود. مونتسرات از ریشهٔ (Monastery) به‌معنی صومعه است.
اولین ساکنان مونتسرات، انگلیسی و ایرلندی‌هایی بودند که در سال ۱۶۳۲ با کشتی به این جزیره آمدند، بردگان سیاه آفریقایی هم سه دهه بعد به این جزیره آورده شدند. بریتانیا و فرانسه در قرن ۱۸ بر سر مالکیت مونتسرات با یکدیگر جنگ و درگیری داشتند، اما سرانجام در سال ۱۷۸۳ مونتسرات از آن بریتانیا شد.
پس از آن و در نیمهٔ قرن نوزدهم اقتصاد مونتسرات برپایهٔ مزارع نیشکری بود که بردگان آفریقایی‌تبار در آن مشغول به‌کار بودند.
در سال ۱۹۵۶ مونتسرات به جزایر بادپناه تقسیم شد و در سال ۱۹۵۸ مونتسرات به فدراسیون هند غربی الصاق شد.
پس از واقعهٔ فوران آتشفشان در سال ۱۹۹۵ اوضاع ساکنان بسیار بد شد؛ ساکنان در سال ۱۹۹۸ به پلیموث بازگشتند و با شهر ویران شدهٔ پلیموث مواجه شدند. در این واقعه قسمت‌های جنوبی و مرکزی مونتسرات به‌شدت آسیب دید، بیش‌تر آوارگان در آنتیگوا و باربودا مستقر شدند. برخی نیز به مونتسرات بازگشتند و مرمت پلیموث را آغاز کردند.
در سال ۲۰۰۷ میلادی، پیتر واتروورث به‌عنوان فرماندار کل مونتسرات و در سال ۲۰۰۶ نیز لوول لوئیز به سمت نخست‌وزیر منصوب شدند.

## جغرافیا
مونتسرات جزیره‌ای است واقع در دریای کارائیب، جنوب آنتیگوا و باربودا، شمال دومینیکا و غرب جزیرهٔ گوادلوپ.
مونتسرات بزرگ‌ترین و مهم‌ترین جزیره از جزایر بادپناه به‌شمار می‌آید، پایتخت مونتسرات شهر پلیموث با ۴۰۰۰ نفر جمعیت می‌باشد، شاید وجه تسمیهٔ پلیموث به بندر پلیموث واقع در جنوب غرب بریتانیا برگردد و این نام وام‌گرفته از این بندر مشهور بریتانیا باشد.
مساحت مونتسرات ۱۰۲ کیلومتر مربع و جمعیت آن ۴۴۸۸ نفر است.
در روز ۱۸ ژوئیه ۱۹۹۵ آتشفشان فعال این جزیره یعنی آتشفشان سوفریر هیلز فوران کرد و دو سوم ساکنان جزیره ناگزیر به ترک این جزیره شدند. پس از این رویداد شماری از ساکنان به جزیره بازگشتند و تعدادی نیز در جزایر مجاور ساکن شدند.
هر لحظه امکان فوران مجدد آتشفشان وجود دارد. ضمن این‌که در سال ۲۰۰۳ نیز این آتشفشان فعالیتی جزئی داشت.
این جزیره از سرزمین‌های فرادریایی بریتانیا به‌شمار می‌آید.

## مردم
گروه نژادی مونتسرات را مهاجرین انگلیسی و ایرلندی (سفیدپوست) و بردگان آفریقایی (سیاه‌پوست) تشکیل می‌دهند. از نظر دینی انواع فرقه‌های مسیحی در مونتسرات رواج دارد، از جمله، انگلیکان، متدیست، کاتولیک، پنتکستال و ادونتیست روز هفتم.

## اقتصاد
واحد پول مونتسرات، دلار کارائیب شرقی با واحد جزء (سنت) نام دارد. صادرات مونتسرات را پنبه، نیشکر، و سایر میوه‌جات گرمسیری از قبیل موز و نارگیل تشکیل می‌دهند. توریسم یکی از مهم‌ترین صنایع در مونتسرات به‌شمار می‌رود.